# Cambridge (Nebraska)
Cambridge es una ciudad ubicada en el condado de Furnas en el estado estadounidense de Nebraska. En el Censo de 2010 tenía una población de 1063 habitantes y una densidad poblacional de 307,44 personas por km².

## Geografía
Cambridge se encuentra ubicada en las coordenadas 40°17′3″N 100°9′55″O / 40.28417, -100.16528. Según la Oficina del Censo de los Estados Unidos, Cambridge tiene una superficie total de 3,46 km², de la cual 3,46 km² corresponden a tierra firme y ninguno es agua.

## Demografía
Según el censo de 2010, había 1063 personas residiendo en Cambridge. La densidad de población era de 307,44 hab./km². De los 1063 habitantes, Cambridge estaba compuesto por el 98,59% blancos, el 0,38% eran afroamericanos, el 0% eran amerindios, el 0,09% eran asiáticos, el 0% eran isleños del Pacífico, el 0,19% eran de otras razas y el 0,75% pertenecían a dos o más razas. Del total de la población el 1,32% eran hispanos o latinos de cualquier raza.